# سینگیدونوم
سینگیدونوم یا سینگیدون (به صربی: Сингидунум, Singidunum) شهری باستانی بود که بعدها به بلگراد مدرن، پایتخت صربستان تبدیل شد. این نام اصالتی سلتی دارد و به زمانی برمی گردد که قبیله سلتی اسکوردیسکی در قرن سوم پیش از میلاد در پی حمله گال‌ها به بالکان در این منطقه ساکن شدند. بعدها، جمهوری روم این منطقه را در سال ۷۵ قبل از میلاد فتح کرد و آن را با استان موئسیا ادغام کرد. این قلعه شهر بخش مهمی از لیمس‌های دانوبی بود و لژیون چهارم فلاویا فلیکس از سال ۸۶ پس از میلاد در آنجا مستقر بود. سینگیدونوم زادگاه امپراتور روم جوویان بود. در سال ۴۴۱ توسط هون‌ها و در سال ۵۸۴ توسط آوارها و اسلاوها غارت شد. در آغاز قرن هفتم، قلعه شهر سرانجام ویران شد. بخش بزرگی از مرکز شهر بلگراد متعلق به «سایت باستان‌شناسی سینگیدون» است که در ۳۰ ژوئن ۱۹۶۴ به عنوان منطقه حفاظت شده اعلام شد.
گال‌ها در قرن سوم قبل از میلاد با جمع‌آوری سپاهیان خود در این ناحیه با پادشاهی مقدونیه و یونان وارد جنگ شدند که منجر به وقوع نبرد ترموپیل شد.

## عصر سلتی

#### اصالت
در قرن هفتم و ششم قبل از میلاد مردمانی از قبایل سکایی و تراکیایی-کیمری در این منطقه عبور و مرور کرده و از منابع و چراگاه‌های آن بهره می‌جستند. تهاجم و مهاجرت گال‌ها به بالکان در قرون چهارم و سوم قبل از میلاد آغاز شد. یکی از این قبایل مهاجم سلت‌ها، اسکوردیسکی، در اطراف تپه ای استراتژیک در محل تلاقی دو رودخانه (دانوب و ساوا در روزگار امروزی) مستقر شدند؛ بنابراین تأسیس شهر سینگیدون که با دارا بودن موقعیت سوق الجیشی و استحکامات دفاعی مقاوم قلعه شهر نیز نامیده می‌شد در سال ۲۷۹ قبل از میلاد به قبیله اسکوردیسکی نسبت داده می‌شود.
تنها شواهد باستان‌شناسی محدودی از دوره تأسیس شهر وجود دارد، زیرا تقریباً هیچ اثری از عصر سلتی باقی نمانده‌است، به جز برخی از مکان‌های دفن با وسایل قبر - گورستان‌هایی که در محله‌های مدرن کارابورما و روسپی کوپریجا یافت شده‌اند. این آثار حاوی آثار هنری ارزشمندی بود که متعلق به جنگجویان قبیله اسکوردیسکی است. تأثیرات فرهنگی سلتی قابل توجهی در فرهنگ معنوی ساکنان سینگیدون بافته شده‌است که بعدها با عناصر فرهنگی کلاسیک رومی مخلوط شد.
استحکامات سلتی یک استحکامات ابتدایی بود که در بالای خط الراس میدان ترازیج، بالای محل تلاقی رودخانه‌های ساوا به دانوب، جایی که قلعه بلگراد هنوز هم در آن قرار دارد، قرار داشت. سلت‌ها نیز در سکونتگاه‌های کوچک، باز و مستحکمی در اطراف قلعه زندگی می‌کردند که اپیدوم(opidums) نامیده می‌شد. از آنجایی که به‌طور قطع مشخص نیست که قلعه شهر سلتی کجا بوده‌است، برخی از مورخان معتقدند که این قلعه تقریباً نزدیک به گورستان در کارابورما و روسپی کوپریجا بوده‌است. سکونتگاه‌های سلتی متعلق به فرهنگ لا تنه بود.
بقایای سکونتگاه قبیله اسکوردیسکی در محله‌های اتوکوماندا، بژانیجا، آدا سیگانلیجا و آدا هوجا نیز پیدا شده‌است. زمون، شهر جداگانه سابق و اکنون بخشی از بلگراد، نیز توسط اسکوردیسکی‌ها تأسیس شد، تقریباً در همان زمانی که سینگیدون را تأسیس کردند. شواهدی از سکونت آنها در روستاهای حومه بولیوچی، میسلوگین، جاکوو، باریچ، پروگار و ریتوپک نیز یافت می‌شود.

##### نام‌شناسی
نام سلتی دون (dūn(on)) به معنای «منطقه محصور یا قلعه» به عنوان عنصر دوم این اسم است. برای سینگی- نظریه‌های متعددی وجود دارد، از جمله آن‌هایی که می‌گویند این کلمه سلتی برای دایره است، اگرچه تنها کلمه‌ای با شکل مشابه که در سایر زبان‌های سلتی نیز ثبت شده‌است، ایرلندی باستانی است که سینگ را «باریک، نازک، خوش‌نظر، مورچه» معنی می‌کند پس با این وجود سینگیدون احتمالاً به معنی «دژ گرد» بوده‌است، همچنین این نام می‌تواند برگرفته از سینگ‌ها، یک قبیله تراکیایی که قبل از ورود اسکوردیسکی‌ها این منطقه را اشغال کرده بودند، باشد.
هرودوت چندین قبیله را نام می‌برد که در قرن پنجم قبل از میلاد در این منطقه سکونت داشتند: سیگنیس، گراوکنس و سیند، که پس از تغییرات زبانی در عصر سلتی و سپس در عصر رومی، در نهایت این سکونت گاه را نام‌گذاری کردند. سیندها یک قبیله از اقوام سکایی از قبیله مائوتی بودند. در ابتدا در منطقه اطراف رودخانه کوبان و دریای آزوف ساکن بودند، شاخه ای از این قبیله در قرن ششم قبل از میلاد منشعب شد و به بخش‌های جنوبی حوضه پانونی مهاجرت کردند، یک گروه در ترانسیلوانیا باقی ماندند، در حالی که گروه دیگر به بلگراد مدرن نقل مکان کردند. حوزه. آخرین تحقیقات باستان‌شناسی و زبان‌شناسی نشان داد که سیندها در قرن پنجم و چهارم قبل از میلاد در این منطقه ساکن بوده‌اند.
احتمال دیگر این است که این یک نام ترکیبی است که قسمت اول آن سینگی (Sin-gi) به معنای "دعای قدیمی" ("sean guí" در ایرلندی مدرن است) که نشان می‌دهد این مکان در اصل یک مکان مذهبی سلتی بوده‌است، علاوه بر این قلعه (دون). این با بقایای تدفین باستانی سلتی در آنجا مطابقت دارد. با این حال، از نظر ریشه‌شناسی این بسیار بعید است. شکل ایرلندی مدرن sean-ghuí است و از sen-guidi ایرلندی باستانی است، guidi از ساقه رایج سلتی guedyo - "التماس، التماس، دعا". با توجه به قدمت نام شهر، شکل مورد انتظار چیزی شبیه *senogwedyodunom است که به عنوان *Senoguediodunum لاتین شده‌است.